# Коранско Село
Коранско Село је насељено мјесто у општини Бариловић, на Кордуну, у Карловачкој жупанији, Република Хрватска.

## Историја
Коранско Село се од распада Југославије до августа 1995. године налазило у Републици Српској Крајини. До територијалне реорганизације у Хрватској насеље се налазило у саставу бивше општине Дуга Реса.

## Становништво
Према попису становништва из 2011. године, насеље Коранско Село је имало 33 становника.
| Националност       | 1991. | 1981. | 1971. | 1961. |
| Срби               | 74    | 106   | 141   | 226   |
| Југословени        |       | 5     | 4     |       |
| Хрвати             |       |       |       | 1     |
| остали и непознато | 1     |       | 1     | 1     |
| Укупно             | 75    | 111   | 146   | 228   |

| Демографија | Демографија | Демографија |
| Година      | Становника  | Становника  |
| ----------- | ----------- | ----------- |
| 1961.       | 228         |             |
| 1971.       | 146         |             |
| 1981.       | 111         |             |
| 1991.       | 75          |             |
| 2001.       | 33          |             |
| 2011.       |             | 33          |